# ウイルスショック
ウイルスショックは、1998年にアルゼ（現ユニバーサルエンターテインメント）が開発・販売したパチスロ4号機。

## 概要
本機は配列上は4号機『ミスタードゥ』の兄弟機であり、リール配列は同一である。
本機種は押し順によるゲーム性の変化を特徴としており、順押しで消化すると中・右リールの滑り中心にボーナスを察知するのが主になるゲーム性となり、方やハサミ打ちで消化するとテーブル制御によるリーチ目でボーナスを察知するのが主になるゲーム性となる。BIG絵柄であるウイルス絵柄の名称は「ブルース」。

### 攻略法
通常時
フリー打ちではメイン小役であるオレンジですら取りこぼしやすい配列になっているため、小役目押しの効果は高い。
ビッグボーナス中
リプレイはずしの効果は非常に高く、順押しフリー打ち比で1回のBIGあたり約30-40枚の差が生じる。

## ボーナス確率・機械割
| 設定 | BIG      | REG      | 機械割（初級者） | 機械割（中級者） | 機械割（上級者） |
| ---- | -------- | -------- | ---------------- | ---------------- | ---------------- |
| 1    | 1/282.48 | 1/468.11 | 90.5%            | 93.21%           | 97.1%            |
| 2    | 1/273.07 | 1/455.11 | 92.4%            | 95.32%           | 99.4%            |
| 3    | 1/264.26 | 1/442.81 | 94.4%            | 97.43%           | 101.7%           |
| 4    | 1/256    | 1/431.16 | 96.3%            | 99.53%           | 103.9%           |
| 5    | 1/248.24 | 1/420.10 | 98.2%            | 101.62%          | 106.1%           |
| 6    | 1/240.94 | 1/372.36 | 101.4%           | 105.11%          | 109.8%           |

※メーカー発表の数値